# Dialetto gardesano
Il dialetto gardesano o benacense è una variante del lombardo bresciano parlata sulla sponda occidentale del lago di Garda.

## Diffusione e caratteristiche
Il gardesano è diffuso in tutti i comuni rivieraschi da Salò a Limone sul Garda. Si tratta di un dialetto pienamente lombardo, sebbene, vista la sua posizione, dimostri alcune leggere influenze venete e trentine meridionali. Viceversa, i dialetti della sponda orientale, di tipo veneto veronese (da Garda a Malcesine), sono contaminati da tratti lombardi.
Notevoli, comunque, sono le divergenze dal dialetto bresciano, principalmente perché il gardesano è riuscito a conservare meglio alcuni fenomeni tipici del lombardo antico, ancora presenti nel milanese e, più in generale, nel lombardo occidentale.
Alcune caratteristiche del dialetto di Toscolano Maderno, confrontato con il bresciano cittadino:
- Lenizione della /d/ intervocalica:
  - bs. andadüra = tosc. andaùra.
  - bs. alsàda = tosc. alsàa.
- Presenza di tante /o/ atone finali (per esempio, amìco, abòrto).
- Presenza di tante i /e/ atone (per esempio, àbile).
- Conservazione della /v/ al principio di parole (ma mai nel mezzo):
  - bs. (v)ólta = tosc. vólta.
  - bs. ìga = tosc. aìghe.
- Il pronome personale soggetto della III persona singolare è el (come nel veneto):
  - bs. lü = tosc. él.
  - bs. lur = tosc. éi.
- Ci sono dei participi di verbi che hanno una terminazione come quella veneta:
  - bs. saìt = tosc. saèst.
  - bs. püdìt = tosc. podèst.
- I participi "regolari" non hanno la /t/ finale che invece si trova nel bresciano. Così frequentemente l'infinito presente ed il participio passato si pronunciano nello stesso modo:
  - bs. parlàt = tosc. parlà.
  - bs. finit = tosc. finì.

### I verbi

#### Verbo essere
- Indicativo presente: mé só, té te sé, él a l'è, nóter sóme, óter sé, éi i è.
- Indicativo imperfetto: mé sére, té te sére, él a l'éra, nóter a sérome, óter sérove, éi i éra.
- Indicativo futuro: mé saró, té te saré, él el sarà, nóter saróme, óter saré, éi i sarà.
- Congiuntivo presente: che mé sìes/sàpies, che té te sìes, che él el sìes, che nóter sóme, che óter séve, che éi i sìes.
- Congiuntivo imperfetto: che mé füdés/fös, che té te füdéstös, che él el füdés, che nóter füdésome, che óter füdésove, che éi i füdés.
- Condizionale presente: mé sarés, té te saréstös, él el sarés, nóter sarésome, óter sarésove, éi i sarés.
- Infinito presente: èser.
- Participio passato: stà (f. stàa).

#### Verbo avere
- Indicativo presente: mé g'hó, té te g'hé, él el g'ha, nóter gh'óme, óter g'hé, éi i g'ha.
- Indicativo imperfetto: mé gh'aìe, té te gh'aìe, él el gh'aìa, nóter gh'aìome, óter gh'aìove, éi i gh'aìa.
- Indicativo futuro: mé gh'aró, té te gh'aré, él el gh'arà, nóter gh'aróme, óter gh'aré, éi i gh'arà.
- Congiuntivo presente: che mé gh'àbie, che té te gh'àbie, che él el gh'àbia, che nóter gh'abióme, che óter gh'abiéve, che éi gh'àbia.
- Congiuntivo imperfetto: che mé gh'és, che té te gh'éstös, che él el gh'és, che nóter gh'ésome, che óóter gh'ésove, che éi i gh'és.
- Condizionale presente: mé gh'arés, té te gh'aréstös, él el gh'arés, nóter gh'arésome, óter gh'arésove, éi i gh'arés.
- Infinito presente: aì.
- Participio passato: aèst (f. aèsta).

#### I coniugazione
- Indicativo presente: mé pàrle, té te pàrle, él el pàrla, nóter parlóme, óter parlé, éi i pàrla.
- Indicativo imperfetto: mé parlàe, té te parlàe, él el parlàa, nóter parlàome, óter parlàove, éi i parlàa.
- Indicativo futuro: mé parleró, té te parleré, él el parlerà, nóter parleróme, óter parleré, éi i parlerà.
- Congiuntivo presente: che mé pàrle, che té te pàrle, che él el pàrla, che nóter parlóme, che óter parléve, che éi i pàrla.
- Congiuntivo imperfetto: che mé parlés, che té te parléstös, che él el parlés, che nóter parlésome, che óter parlésove, che éi i parlés.
- Condizionale presente: mé parlerés, té te parleréstös, él el parlerés, nóter parlerésome, óter parlerésove, éi i parlerés.
- Infinito presente: parlà.
- Participio passato: parlà (f. parlàa).

#### II coniugazione
- Indicativo presente: mé rìde, té te rìde, él el rit, nóter ridóme, óter ridì, éi i rit.
- Indicativo imperfetto: mé ridìe, té te ridìe, él el ridìa, nóter ridìome, óter ridìove, éi i ridìa.
- Indicativo futuro: mé rideró, té te rideré, él el riderà, nóter rideróme, óter rideré, éi i riderà.
- Congiuntivo presente: che mé rìde, che té te rìde, che él el rìda, che nóter ridóme, che óter ridéve, che éi i rìda.
- Congiuntivo imperfetto: che mé ridés, che té te ridéstös, che él el ridés, che nóter ridésome, che óter ridésove, che éi i ridés.
- Condizionale presente: che mé riderés, che té te rideréstös, che él el riderés, che nóter riderésome, che óter riderésove, che éi i riderés.
- Infinito presente: rìder.
- Participio passato: ridì (f. ridìa).

#### III coniugazione
- Indicativo presente: mé finìse, té te finìse, él el finìs, nóter finióme, óter finì, éi i finìs.
- Indicativo imperfetto: mé finìe, té te finìe, él el finìa, nóter finìome, óter finìove, éi i finìa.
- Indicativo futuro: mé finiró, té te finiré, él el finirà, nóter finiróme, óter finiré, éi i finirà.
- Congiuntivo presente: che mé finìse, che té te finìse, che él el finìs, che nóter finióme, che óter finìve, che éi i finìs.
- Congiuntivo imperfetto: che mé finiés, che té te finiéstös, che él el finiés, che nóter finiésome, che óter finiésove, che éi finiés.
- Condizionale presente: mé finirés, té te finiréstös, él el finirés, nóter finirésome, óter finirésove, éi i finirés.
- Infinito presente: finì.
- Participio passato: finì (f. finìa.)

### Coniugazione interrogativa

#### Verbo essere
- Indicativo presente: sòe?, sötö?, èl?, sóme?, séo?, èi?.
- Indicativo imperfetto: sére?, séretö?, érel?, sérome?, sérove?, érei?.
- Indicativo futuro: saròe?, sarötö?, saràl?, saróme?, saréo?, sarài?.

#### Verbo avere
- Indicativo presente: g'hòe, gh'ötö?, g'hal?, gh'óme?, gh'éo?, g'hài?.
- Indicativo imperfetto: gh'aìe?, gh'aìetö?, gh'aìel?, gh'aìome?, gh'aìove?, gh'aìei?.
- Indicativo futuro: gh'aròe?, gh'arötö?, gh'aràl?, gh'aróme?, gh'aréo?, gh'arài?.

## Brano in dialetto gardesano

### Dialetto di Maderno (BS)
Dóca dìze che al tép del prim rè de Sìpro, dòpo che Gofré de Bugliù l'aìa fàta la conquìsta de Tèra Sànta, el susedè che öna gran sióra de Guascógna l'è nà en pelegrinàio al Sànto Sepólcro; de dóe tornà en Sìpro, quàlch balòs l'ha maltratàda vilanamènt. Lamentàndes la poerèta sènsa consolasiù, l'ha pensà de ricórer al rè; ma vergü l'ha avizà che la faràs i pas endàren, perché l'éra tant indolènt e isé póch de bù, che mìa solamènt no 'l fàa giüstìsia per i insült fat ai óter, ma 'l soportàa de bislàch ànche quèi cóntra de lü; talchè ognü che gh'ès dispiazér, el se sfogàa col tösela col rè e fàga dispèt. La fómna, sentènt 'ste informasiù, disperàda de no podì vendicàs, per consolàrse la s'è fisà de spónzer l'indolènsa del rè. La va de lü e, pianzènt, la dis: "Càro el mè siòr, no só vegnìa a la sò prezènsa perché me spète giüstìsia de l'insolènsa che i m'ha fàta; ma per mia sodisfasiù el préghe d'ensegnàrme àca mì a soportàrla sènsa fiàr, cóme 'l fa có le sò; che sa Dìo cóme sarès contéta se podìs dàrghela a lü, che l'è isì duls de portàsele vìa".

El rè, che sin adès l'éra sèmper stà ün pégher e bù de niét, cóme se 'l se dismis'ciàs, prinsipiànt a castigà l'insült fat a lé col vendicàla de cör, l'è diventà rigorùs sènsa mizüra vèrs töcc quèi che tramàs vergót cóntra l'onùr de la sóa corùna.